# Joël Tshibamba
Joël Omari Tshibamba (født 22. september 1988 i Kinshasa, Zaire, nuværende DR Congo) er en hollandsk/congolesisk fodboldspiller. Han har tidligere spillet for danske FC Vestsjælland.

## Klubkarriere

### FC Vestsjælland
Inden Tshibamba skiftede til Danmark, spillede han i en række hollandske, polske, græske samt kinesiske hold, som kan ses i infoboksen til højre.
Den 13. august 2014 skrev Tshibamba under på en 2-årig aftale med FC Vestsjælland.
Tshibamba fik først sin arbejdstilladelse i Danmark i slutningen af august måned.
I februar 2014 fik Tshibamba en alvorlig skade, da han fik læderet et ledbån i det ene knæ, hvilket kostede ham hele forårssæsonen på sidelinjen.